# Archipiélago Chinijo
El archipiélago Chinijo es un conjunto de islas españolas situadas en el noreste de Canarias, frente a la costa norte de la isla de Lanzarote. Es un espacio natural protegido y constituye la reserva marina más grande de la Unión Europea, con 700 kilómetros cuadrados.
Lo integran la isla de La Graciosa, así como los islotes de Alegranza, Montaña Clara, Roque del Este y Roque del Oeste, todas pertenecientes al municipio de Teguise.
Además de sus valores medioambientales, La Graciosa es una zona de alto valor arqueológico. Esta riqueza se puede observar sobre todo en el estrecho que la separa de Lanzarote, El Río, donde se han encontrado numerosas anclas y pecios.

## Toponimia
El término chinijo significa «pequeño» y es propio del léxico de Lanzarote, donde principalmente se utiliza para referirse cariñosamente a los niños. La denominación de chinijo para este archipiélago comienza a usarse en torno a 1980 en mapas turísticos, ensayos divulgativos y otras publicaciones. Sin embargo, no se ha popularizado en la sociedad lanzaroteña, siendo común llamar al archipiélago Los Islotes.
El término islote en Lanzarote puede hacer referencia a dos accidentes geográficos: insular, referido al archipiélago Chinijo y otros islotes de la costa de Arrecife y de Tinajo, y volcánico, para pequeños espacios de tierra cultivable que quedaron rodeados de roca volcánica.

## Geografía
El archipiélago Chinijo se encuentra en el extremo noreste del archipiélago canario, en el sector septentrional de Lanzarote, frente a la costa de los municipios de Teguise y Haría. Está compuesto por una isla y cuatro islotes. Está situado sobre una amplia plataforma submarina de menos de cien metros de profundidad, aunque alcanza los doscientos metros en algunos puntos.
El acceso al archipiélago se realiza principalmente por medio de embarcaciones que comunican el puerto de Órzola (Haría) con el de Caleta del Sebo (La Graciosa). El brazo de mar que separa Lanzarote de La Graciosa se le conoce como El Río.

## Parque natural del Archipiélago Chinijo
Todos los islotes se encuentran incluidos en el parque natural del Archipiélago Chinijo. Adquirió la condición de espacio protegido en 1986, y fue reclasificado y reconocido como zona de especial protección para las aves en 1994.
Además, Montaña Clara y los roques del Este y del Oeste cuentan con la protección adicional de la reserva natural integral de Los Islotes.
El parque natural también incluye el risco de Famara en el norte de la isla de Lanzarote, en los municipios de Teguise y Haría. Ocupa, en total, 46 263 hectáreas: 37 151 corresponden al entorno marino, mientras que la superficie terrestre consta de 9112 ha, repartidas entre los municipios mencionados.

### Geomorfología
Hay dos entidades geomorfológicas perfectamente diferenciadas: los riscos de Famara y el conjunto de islas e islotes.
- Los Acantilados de Famara formando parte del Macizo de Famara que se corresponden con un escudo volcánico parcialmente erosionado. Estos riscos constituyen una excelente muestra de las emisiones fisurales basálticas que conformaron el basamento insular de Lanzarote, presentando edades comprendidas entre los 5 y 10 millones de años.
- La isla de La Graciosa, los islotes de Montaña Clara y Alegranza, y los Roques del Este y del Oeste conforman un conjunto volcánico, muy bien conservado (originado durante el Cuaternario) y que se encuentra apoyado sobre una plataforma submarina de menos de 200 m de profundidad que acaba al noroeste de Alegranza.

## Demografía
La Graciosa es la única isla que está habitada. Cuenta con 734 habitantes según él padrón municipal de 2018 del INE, de los cuales 409 (55,72 %) son varones y 325 (44,28 %) son mujeres. En 1910, Caleta del Sebo contaba con 169 habitantes, llegando a 604 habitantes según el padrón municipal de 1996.[cita requerida]
| Gráfica de evolución demográfica de La Graciosa entre 2000 y 2018 |
|                                                                   |
| Población según el padrón municipal de 2018 del INE.              |

### Origen de la población del archipiélago
En lo que respecta a La Graciosa, el origen de la población se remonta al siglo XIX. En 1861 el Gobierno permite a la empresa anglo-española Cappa y Maqueda el establecimiento de una factoría de salazón de pescado. Este establecimiento conllevó la construcción de los almacenes y las primeras casas de la isla. A finales del siglo XIX, con el afán por establecer las pesquerías canario-africanas en la isla, se formó la aldea de Caleta del Sebo.
Caleta del Sebo y Pedro Barba
Ambos núcleos de población comparten el origen pesquero ―centrado en la actividad pesquera del banco pesquero canario-sahariano―, pero no se han desarrollado de la misma manera.
Caleta del Sebo ha conservado su carácter tradicional de asentamiento pesquero a pesar del crecimiento experimentado por Caleta del Sebo, debido a la política municipal encargada de adjudicar solares a los hijos de los habitantes del pueblo que derivó en la reparcelización y venta de solares debido a que no se estableció un control explícito de su asignación; también ligado a intensificación de la actividad turística. Sin embargo, no ocurre lo mismo con Pedro Barba, que también nació como asentamiento pesquero pero que ha derivado en su recalificación como urbanización turística, reconocida en el Plan Insular de Ordenación del Territorio de Lanzarote, en el que su Revisión Parcial le asigna 4 hectáreas y establece su capacidad de alojamiento en 120 personas (30 hab/ha).
| Islas e islotes                                                    | Coordenadas                                 | Superficie (km²) | Mapa                                                                     |
| ------------------------------------------------------------------ | ------------------------------------------- | ---------------- | ------------------------------------------------------------------------ |
| La Graciosa                                                        | 29°15′07″N 13°30′29″O / 29.25194, -13.50806 | 29,5             | \| La Graciosa Alegranza Montaña Clara Roque del Este Roque del Oeste \| |
| Alegranza                                                          | 29°23′34″N 13°30′33″O / 29.39278, -13.50917 | 10,3             | \| La Graciosa Alegranza Montaña Clara Roque del Este Roque del Oeste \| |
| Montaña Clara                                                      | 29°17′49″N 13°32′06″O / 29.29694, -13.53500 | 2,7              | \| La Graciosa Alegranza Montaña Clara Roque del Este Roque del Oeste \| |
| Roque del Este                                                     | 29°16′35″N 13°20′15″O / 29.27639, -13.33750 | 0,064            | \| La Graciosa Alegranza Montaña Clara Roque del Este Roque del Oeste \| |
| Roque del Oeste                                                    | 29°18′39″N 13°31′38″O / 29.31083, -13.52722 | 0,0157           | \| La Graciosa Alegranza Montaña Clara Roque del Este Roque del Oeste \| |
| Fuente: Boletín Oficial de Canarias (2006/85).                     |                                             |                  |                                                                          |
| La Graciosa Alegranza Montaña Clara Roque del Este Roque del Oeste |                                             |                  |                                                                          |

### Flora y fauna
Flora
El parque natural cuenta con 120 especies de líquenes, número similar al de otras zonas comparables del Archipiélago Canario.
Unos 390 taxones de flora vascular se localizan en el espacio protegido. Unos 62 son endémicos canarios, que representan el 12 % del total para toda Canarias, y el 78,5 % de los endemismos presentes en Lanzarote y sus islotes. Se destacan algunos como: Bupleurum handiense, Caralluma burchardii, Euphorbia balsamifera, etc. En flora marina destaca el alga Codium. 
Fauna

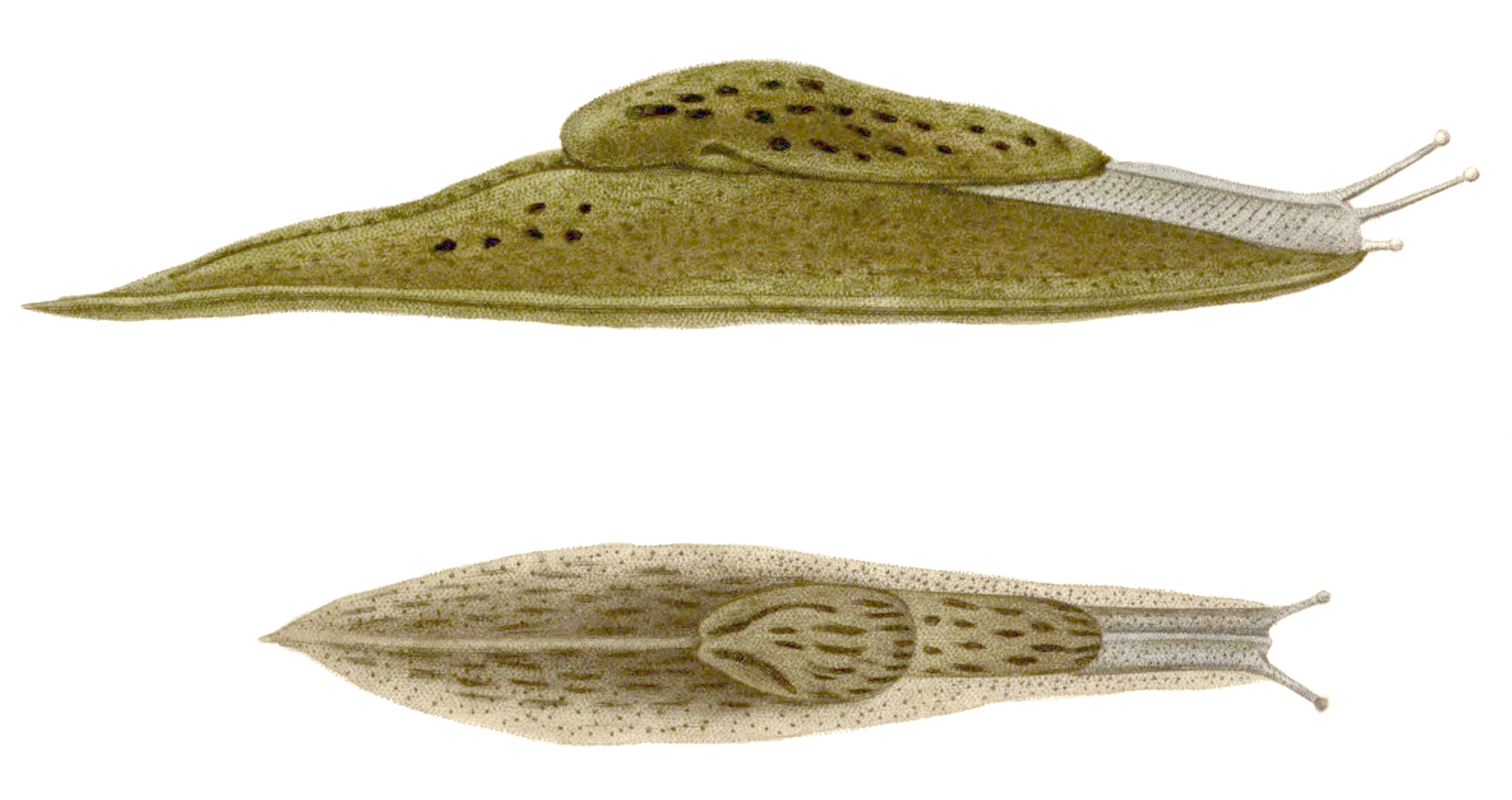
La Cryptella canariensis es una especie de babosa endémica de Canarias y está presente en el parque natural.

Se han encontrado más de 390 taxones, muchos de ellos endémicos. Existen 44 taxones endémicos exclusivos de este parque natural. Entre las especies amenazadas citar al gasterópodo C. Ryptella famarae incluido como “vulnerable” en el Catálogo de Especies Amenazadas de Canarias.
En el espacio nos encontramos con tres especies endémicas de Fuerteventura, Lanzarote y sus islotes: el perenquén majorero o rugoso (Tarentola angustimentalis), el lagarto atlántico (Gallotia atlantica) y la lisneja o lisa majorera (Chalcides simonyi).
Este espacio es de vital importancia para la nidificación de aves marinas, rapaces y otras aves muy escasas. Por lo que está catalogado desde 1994 como zona de especial protección para las aves. Algunas de estas aves son: Pandion haliaetus, Falco pelegrinoides, Chlamydotis undulata, Oceanodroma castro, etc.
La musaraña canaria (Crocidura canariensis), especie endémica, es el único mamífero terrestre autóctono que cría en dicho espacio, las demás especies son introducidas. En alguno de los islotes se han localizado algunos ejemplares que podrían tratarse del murciélago de borde claro (Pipistrellus kuhlii), aunque no se ha comprobado su reproducción.
Las aguas del archipiélago son igualmente ricas en especies exóticas subtropicales, tanto animales como vegetales, cabe destacar: la lapa, la estrella de mar espinosa, langostas, meros, etc. 
Algunos cetáceos son observables en las aguas del parque, sobre todo en meses de migración, algunos como: Balaenoptera acutorostrata, Grampus griseus, Delphinus delphis, etc.
También se tiene constancia de la visita ocasional de focas monje del Mediterráneo (Monachus monachus), especie en crítico peligro de extinción, que habitó en esa zona en el pasado.